# Windtalkers : Les Messagers du vent
Pour plus de détails, voir Fiche technique et Distribution.
Windtalkers : Les Messagers du vent ou La Voix des vents au Québec (Windtalkers) est un film de guerre américain réalisé par John Woo et sorti en 2002. Il retrace l'épopée des Indiens Navajos, recrutés comme code talkers par l'armée américaine durant la Seconde Guerre mondiale, notamment lors de la bataille de Saipan.
Le film reçoit des critiques négatives et est un échec au box-office.

## Synopsis
Le caporal des Marines Joe Enders a été gravement blessé à l'oreille lors de la campagne des îles Salomon contre l'armée impériale japonaise.
Voulant à tout prix retourner au combat, il parvient à fausser les tests d'aptitude avec l'aide de l'infirmière Rita. Contre toute attente, il va être affecté à un poste bien particulier. Il doit être « l'ange gardien » d'un des Indiens Navajos recrutés par l'armée américaine durant la Seconde Guerre mondiale et affectés comme opérateurs radio code talker. La langue navajo, rare, permet de sécuriser les communications américaines. Les Japonais sont ainsi dans l'incapacité de traduire les messages qu'ils interceptent. Pour leur protection, ou plutôt celle du code, ils sont chacun affublés d'un soldat, dont Joe et Peter Henderson. Ces derniers doivent absolument protéger la vie de ces Navajos.
Mais s'il existe un quelconque risque que leur Navajo tombe entre les mains des Japonais, alors l'ange gardien doit se transformer en ange exterminateur : il faut protéger le code à tout prix. Promu sergent, Joe fait équipe avec Ben Yahzee.

## Fiche technique
Sauf indication contraire, les informations mentionnées dans cette section peuvent être confirmées par la base de données cinématographiques IMDb,  présente dans la section « Liens externes ».
- Titre français : Windtalkers : Les Messagers du vent
- Titre original : Windtalkers
- Titre québécois : La Voix des vents
- Réalisation : John Woo
- Scénario : John Rice et Joe Batteer
- Musique : James Horner
- Photographie : Jeffrey L. Kimball
- Production : John Woo, Terence Chang (en), Tracie Graham-Rice et Alison Rosenzweig
- Sociétés de production : Lion Rock Productions et Metro Goldwyn Mayer
- Société de distribution : Metro-Goldwyn-Mayer
- Budget : 115 millions de dollars[1]
- Pays de production :  États-Unis
- Langues originales : anglais, navajo, japonais
- Format : couleurs - 2,35:1 - Dolby Digital - 35 mm
- Genre : guerre, historique
- Durée : 134 minutes, 153 minutes (version director's cut)
- Dates de sortie : 
  - États-Unis : 14 juin 2002
  - France : 4 septembre 2002

## Distribution
Source et légende : version française (VF) sur RS Doublage Source et légende : version québécoise (VQ) sur Doublage.qc.ca
- Nicolas Cage (VF : Dominique Collignon-Maurin ; VQ : Benoît Rousseau) : le sergent Joe Enders
- Adam Beach (VF : Bruno Choël ; VQ : Gilbert Lachance) : le soldat Ben Yahzee
- Roger Willie : le soldat Charlie Whitehorse (« Cheval Blanc » en VF)
- Peter Stormare (VF : Patrick Messe ; VQ : Daniel Picard) : le capitaine Hjelmstad
- Noah Emmerich (VF : Boris Rehlinger ; VQ : Pierre Auger) : le soldat Chick
- Christian Slater (VF : Arnaud Bédouet ; VQ : Alain Sauvage) : le sergent Peter « Ox » Henderson
- Mark Ruffalo (VF : Olivier Jankovic ; VQ : Antoine Durand) : le caporal Milo Pappas dit « le Grec »
- Brian Van Holt : le soldat Harrigan
- Martin Henderson : le soldat Nellie
- Frances O'Connor (VF : Françoise Cadol) : l'infirmière Rita
- Jason Isaacs (VF : Pierre Dourlens ; VQ : Pierre Chagnon) : le major Mellitz
- Holmes Osborne (VF : Vincent Grass) : le colonel Hollings

## Production
Le projet est lancé par les productrices Alison R. Rosenzweig et Tracie Graham. Alison R. Rosenzweig avait découvert via un membre de sa famille l'histoire méconnue des code talkers durant la Seconde Guerre mondiale. Elle voulait en faire un film : « Le matériau était passionnant mais il me sembla d'abord plus approprié à un documentaire qu'à un long métrage de fiction ». Finalement, c'est un long métrage de fiction qui est développé. Ce projet a séduit le réalisateur John Woo : « C'est la dimension émotionnelle de cette histoire et sa résonance humaine qui m'ont séduit. Je cherchais depuis quelque temps à sortir du domaine du pur film d'action, et ce projet cadrait parfaitement avec les objectifs de notre nouvelle société de production. »
Le scénariste John Rice explique que le mot Windtalkers renvoie à la culture des Navajos : « Le vent joue un rôle éminent dans leur vision du monde et leurs croyances religieuses. Il confère au film une dimension spirituelle typiquement Navajo. »

### Attribution des rôles
Avant le tournage, la plupart des acteurs ont suivi un programme d'entrainement militaire sur la base Marine Corps Base Hawaii dans la baie de Kaneohe avec le sergent-major Jim Dever.
Roger Willie, qui incarne ici le Soldat Charlie Whitehorse, avait initialement été engagé comme consultant/coach en langue navajo. Il a ensuite passé un bout d'essai concluant.

### Tournage
Le tournage a lieu principalement à Hawaï, notamment à Mokulēia et dans la vallée de Kaʻaʻawa. Les prises de vues se déroulent également à Monument Valley (Utah et Arizona), dans la réserve Nation navajo dans l'Arizona ainsi qu'en Californie (Los Angeles, Acton, Santa Clarita).

### Montage
Avec ce film, John Woo voulait se focaliser sur le drame et s'éloigner de son style de  film d'action habituel. Cependant, la Metro-Goldwyn-Mayer a voulu accentuer l'action et en faire un film de guerre. Le studio demandera à plusieurs reprises au cinéaste de modifier le montage du film pour coller à leur désir. Cela retarde la sortie du film. Quelque temps plus tard, John Woo refait le montage du film et sort une version director's cut plus proche de sa vision initiale. Cette version, plus longue d'environ 20 minutes, contient des scènes inédites et davantage de scènes violentes, qui avaient coupées pour éviter un classement NC-17 en salles.

## Accueil

### Critique
Le film reçoit des critiques globalement négatives. Sur l'agrégateur américain Rotten Tomatoes, il ne récolte que 33% d'opinions favorables pour 167 critiques et une note moyenne de 5,1⁄10. Le consensus suivant résumé les critiques compilées par le site : « Les séquences d'action sont savamment mises en scène. Windtalkers, cependant, sombre sous les clichés et n'effleure que superficiellement l'histoire des code talkers ». Sur Metacritic, il obtient une note moyenne de 51⁄100 pour 35 critiques.
En France, le film obtient une note moyenne de 3,3⁄5 sur le site AlloCiné, qui recense 19 titres de presse.

### Box-office
Le film est un des plus gros échecs au box-office. Il ne récolte que 77 millions de dollars dans le monde, bien loin des 115 millions estimé du budget
| Pays ou région    | Box-office      | Date d'arrêt du box-office | Nombre de semaines |
| ----------------- | --------------- | -------------------------- | ------------------ |
| États-Unis Canada | 40 914 068 $    | 17 octobre 2002            | 17                 |
| France            | 379 769 entrées |                            | -                  |
| Total mondial     | 77 628 265 $    | -                          | -                  |

## Distinctions
Source : Internet Movie Database

### Récompenses
- First Americans in the Arts Awards 2003 : meilleur acteur dans un rôle principal pour Adam Beach et meilleure révélation pour Roger Willie
- Taurus World Stunt Awards 2003 : meilleure cascade avec du feu pour Brett A. Jones

### Nominations
- Golden Schmoes Awards 2002 : plus grosse déception de l'année
- Taurus World Stunt Awards 2003 : meilleure cascade avec du feu pour Al Goto et David Wald, meilleure cascade high work pour Spencer Sano